# Distrito electoral de Spring Branch (condado de Stanton, Nebraska)
Spring Branch (en inglés: Spring Branch Precinct) es un distrito electoral ubicado en el condado de Stanton en el estado estadounidense de Nebraska. En el Censo de 2010 tenía una población de 2457 habitantes y una densidad poblacional de 26,58 personas por km².

## Geografía
Spring Branch se encuentra ubicado en las coordenadas 42°2′39″N 97°18′5″O / 42.04417, -97.30139. Según la Oficina del Censo de los Estados Unidos, Spring Branch tiene una superficie total de 92.44 km², de la cual 92.25 km² corresponden a tierra firme y (0.2%) 0.19 km² es agua.

## Demografía
Según el censo de 2010, había 2457 personas residiendo en Spring Branch. La densidad de población era de 26,58 hab./km². De los 2457 habitantes, Spring Branch estaba compuesto por el 92.1% blancos, el 1.14% eran afroamericanos, el 0.65% eran amerindios, el 0% eran asiáticos, el 0% eran isleños del Pacífico, el 4.84% eran de otras razas y el 1.26% pertenecían a dos o más razas. Del total de la población el 7.29% eran hispanos o latinos de cualquier raza.